# Fabio Cerutti
Fabio Cerutti (Turijn, 26 september 1985) is een Italiaanse sprinter, die gespecialiseerd is in de 60 m en de 100 m. Hij nam tweemaal deel aan de Olympische Spelen, maar won hierbij geen medailles.

## Biografie
In 2007 nam Cerutti deel aan de 60 m op de Europese indoorkampioenschappen. In de finale liep hij naar een zesde plaats. In 2008 nam Cerutti deel aan Olympische Spelen in Peking. Hij werd op de 100 m in de eerste ronde uitgeschakeld. Samen met Simone Collio, Emanuele Di Gregorio en Jacques Riparelli nam hij daarna deel aan de 4 x 100 m estafette. In de eerste ronde werd het viertal gediskwalificeerd.
Op de EK indoor in 2009 liep Cerutti naar de zilveren medaille op de 60 m, achter Dwain Chambers. In 2012 nam Cerutti opnieuw deel aan de Olympische Spelen. Op de 4 x 100 m estafette werd hij opnieuw uitgeschakeld in de reeksen, ditmaal aan de zijde van Simone Collio, Jacques Riparelli en Davide Manenti.

## Persoonlijke records
Outdoor
| Afstand     | Prestatie | Datum             | Plaats   |
| ----------- | --------- | ----------------- | -------- |
| 100 m       | 10,13 s   | 19 juli 2008      | Cagliari |
| 200 m       | 21,26 s   | 4 juni 2006       | Firenze  |
| verspringen | 7,38 m    | 22 september 2002 | Turijn   |

Indoor
| Afstand | Prestatie | Datum            | Plaats |
| ------- | --------- | ---------------- | ------ |
| 60 m    | 6,55 s    | 22 februari 2009 | Turijn |

## Palmares

### 60 m
- 2007: EK indoor - 6,65 s
- 2008: 6e in ½ fin. WK indoor - 6,69 s
- 2009:  EK indoor – 6,56 s
- 2014: 7e in ½ fin. WK indoor - 6,71 s

### 100 m
- 2008: 5e in reeks OS - 10,49 s
- 2009: 7e in ¼ fin. WK - 10,37 s
- 2010: 4e in ½ fin. EK - 10,33 s
- 2012: 6e in ½ fin. EK - 10,50 s
- 2014: 5e in ½ fin. EK - 10,36 s

### 4 x 100 m
- 2008: DSQ in reeks OS
- 2009: 6e WK - 38,54 s
- 2011: 5e WK - 38,96 s
- 2012: 7e in reeks OS - 38,58 s